# Кубок Пакистану з футболу 2019
Кубок Пакистану з футболу 2019 — 28-й розіграш кубкового футбольного турніру у Пакистані. Титул володаря кубка втретє здобула Армія Пакистану.

## Календар
| Раунд               | Дата             | Матчі | Клуби  |
| ------------------- | ---------------- | ----- | ------ |
| Груповий раунд      | 19-28 липня 2019 | 21    | 15 → 8 |
| 1/4 фіналу          | 29-31 липня 2019 | 4     | 8 → 4  |
| 1/2 фіналу          | 1-2 серпня 2019  | 2     | 4 → 2  |
| Матч за третє місце | 3 серпня 2019    | 1     |        |
| Фінал               | 4 серпня 2019    | 1     | 2 → 1  |

## 1/4 фіналу
| Команда 1              | Рахунок | Команда 2                    |
| ---------------------- | ------- | ---------------------------- |
| 29 липня 2019          |         |                              |
| Пакистанські ВПС       | 0:3     | ВАПДА                        |
| 30 липня 2019          |         |                              |
| ССГК                   | 1:0     | Управління цивільної авіації |
| 31 липня 2019          |         |                              |
| Хан Рісерч Лабораторіз | 6:1     | Поліція Пакистану            |
| Армія Пакистану        | 2:0 дч  | Пакистанські ВМС             |

## 1/2 фіналу
| Команда 1              | Рахунок      | Команда 2       |
| ---------------------- | ------------ | --------------- |
| 1 серпня 2019          |              |                 |
| ВАПДА                  | 0:1          | ССГК            |
| 2 серпня 2019          |              |                 |
| Хан Рісерч Лабораторіз | 0:0 пен. 1:3 | Армія Пакистану |

## Матч за третє місце
| Команда 1     | Рахунок | Команда 2              |
| ------------- | ------- | ---------------------- |
| 3 серпня 2019 |         |                        |
| ВАПДА         | 0:1     | Хан Рісерч Лабораторіз |

## Фінал
| 4 серпня 2019 |

| ССГК                                  | 2:3      | Армія Пакистану                   |
| ------------------------------------- | -------- | --------------------------------- |
| Саадуллах Кхан 41' Мухаммад Тахір 52' | Протокол | АнсаР Аббас 67', 75' Алі Раза 77' |

| Техмас Кхан Стедіум, Пешавар |